# Сергеев, Александр Саввич
Александр Саввич Сергеев (1660-е годы — после 1728) — полковник, прославился своей жестокостью во время подавления башкирского восстания (1704—1711).

## Биография
Родился в Саранске в семье посадских людей. По сообщению челобитной башкир, ещё в конце XVII века его отец содержал кабак. Это означало, что своим карьерным успехом Сергеев был обязан тем возможностям, которые открылись для «подлых людей» в петровское время.
В 1690-х годах Александр Сергеев получил должность казанского комиссара, помощника воеводы, ответственного за сбор налогов по всей территории Приказа Казанского дворца. В 1700 году он руководил строительством города Алексеевска, который должен был прикрывать Самару во время набегов башкир и калмыков.
В начале 1704 года А. С. Сергеев проводит в Казани смотр уфимских дворян и служилых людей, из которых был создан солдатский полк.
Поздней осенью 1704 года казанский воевода Никита Алферович Кудрявцев отправил карательные войска под командованием Александра Сергеева в Уфимский уезд для сбора лошадей у местного населения и поиска беглых. Под командованием А. С. Сергеева находилось 3-тысячное войско (2 драгунских и 4 солдатских полка с артиллерией).
Из сочинения Н. А. Попова «Татищев и его время»: "Воевода Александр Саввич Сергеев ещё при въезде в Уфимскую провинцию, собирая с башкирцев многие подводы, дал знать о характере будущего управления своего. Явившись в самый город, он, по обычаю предшественников, объявил призыв выборным старшинам, батырам и тарханам башкирским; но не по обычаю для них устроил грозную встречу. Путь к воеводскому дому был уставлен пушками, какие нашлись тогда в городе, и строем вооруженных солдат: «и всех их мирских людей промеж таких храбростей провели».
В феврале 1705 года Александр Сергеев во главе войск вступил в Уфу. Казанский комиссар пользовался любой возможностью для того, чтобы оскорбить, напугать или вызвать негодование у башкир. В их челобитной говорится о том, что Сергеев по мере движения к Уфе устраивал акции устрашения с применением артиллерии. Местные жители, услышав о приближении казанских войск, в спешке снимались с мест, бросая скот и имущество. Созванные в Уфу представители башкирских волостей ожидали наказания за сопротивление прибыльщикам. Весьма показательно, что Сергеев сообщил, что является «царевичем», то есть сыном Петра I. Казанский комиссар был уверен, что его не обвинят в самозванстве, которое в XVIII веке квалифицировалось как преступление против государства. После этого заявил башкирам, что приехал «с милостивым его императорского величества указом». И вместо новых окладных статей потребовал от представителей башкир обещания сдать государству 5000 лошадей. В противном случае грозился их повесить, а жилища их разорить и выжечь. Добившись вынужденного согласия, тем не менее не отпустил их. Более того, приказал собрать с базаров и улиц «обретающихся в городе всяких чинов постоялых дворов и, заперев в крепкий огород и караул, велел поставить и вина, и меду, поставя и зелья положив в неволю, поил, кто и век свой меду и вина не пивали, азей и мулов и ахунов их поил, а ежели кто не станет пить, тех бив палками насильно поил, и напившиеся лежали без памяти, и лежачих людей порохом палил, солому зажигал, свечи на руки прилеплял и другим в горсти пороху насыпав палил, а сбережась лежалых людей сызнова подняв, поневоле поил хотел поморить». В итоге этого «угощения» умерло ещё девять человек.
Полковник Александр Сергеев разослал по башкирским селениям воинские отряды, которые стали грабить и убивать местных жителей. Действия А. С. Сергеева стали поводом для начала большого башкирского восстания (1704—1711).
Осенью 1705 года царь Пётр Великий отправил в Поволжье войска под командованием фельдмаршала Б. П. Шереметева, поручив ему подавить астраханское восстание и начать переговоры с восставшими башкирами. Александр Сергеев пытался доказать фельдмаршалу, что восстание вызвано не его действиями и не налогами, а нежеланием башкир платить прежний ясак. Шереметев освободил из тюрем башкир, арестованных казанскими воеводами. В Уфимский уезд был отправлен офицер с письмами, в которых Борис Шереметев призывал башкир прекратить восстание и прислать своих лучших людей на переговоры. Однако казанские власти, усмотрев в действиях Шереметева угрозы своим планам, помешали фельдмаршалу встретиться с представителями башкир. Александр Сергеев приказал начальникам застав и караулов не пропускать в Казанский уезд башкирских челобитчиков. Казанские власти донесли царю, что Шереметев вмешивается в дела гражданского управления. Позднее Борис Шереметев писал, что по приказу Сергеева в поволжские города были разосланы указы воеводам о запрете под страхом наказания подчиняться приказам фельдмаршала.
Командующий царскими войсками в Казанской губернии князь Петр Иванович Хованский сообщал правительству, что своими зверскими действиями Сергеев провоцировал башкир на продолжение сопротивления: «он башкирцев от роду 10 лет велел голову рубить, а ниже брюхо пороть».
В 1716 году Александр Сергеев решил сообщить царю о преступлениях его бывшего начальника — Александра Даниловича Меншикова, главы Семёновской (Ижорской) канцелярии, которая была ответственной за сбор налогов и податей на территории, ранее управлявшейся приказом Казанского дворца. Сергеев тайно покинул русские пределы, чтобы вдали от всесильного Меншикова передать донос находившемуся в Копенгагене Петру I. О том, насколько перспектива ознакомления царя с доносом А. С. Сергеева встревожила А. Д. Меншикова, свидетельствует письмо светлейшего князя царице Екатерине Алексеевне от 23 сентября 1716 года Не сумевший воспрепятствовать конспиративному отъезду комиссара из России, Александр Меншиков загодя предупреждал царицу, что в разоблачениях Александра Саввича «все бредни» и обвинял его в похищении 4000 рублей. По существующей практике подтвержденный донос давал право на часть имущества обвиненного. Однако исход этого обвинения не ясен.
В 1720—1722 годах царское правительство организовало судебное расследование, которое признало справедливыми жалобы башкир на политику властей, были публично осуждены жестокости казанской и уфимской администраций в отношении башкир. 10 февраля 1720 года А. Сергеев был отдан под следствие по обвинению в притеснении башкир. Он был заключен в тюрьму, где находился до 1726 года.
В мае 1728 года Александр Сергеев был назначен царским комиссаром в завоеванные прикаспийские провинции Ирана.
Согласно другим источникам, Сергеев по приказу Петра I был повешен в Казани.